# Mora (manzana)
Mora es el nombre de una variedad cultivar de manzano (Malus domestica). Esta manzana está cultivada en diversos viveros entre ellos algunos dedicados a conservación de árboles frutales en peligro de desaparición. Esta manzana es originaria de las Islas Baleares, donde tuvo su mejor época de cultivo comercial anterior a la década de 1960, y actualmente en menor medida aún se encuentra.

## Sinónimos
- "Manzana Mora",[5][7][8]
- "Poma Mora".

## Historia
Las Islas Baleares presenta unas condiciones de clima y de suelos buenos para el cultivo del manzano. De hecho existe una considerable variedad de cultivos autóctonos de manzano, fruto de la sabiduría y el esfuerzo de los agricultores, que durante generaciones han realizado cruces y mejoras de las variedades. En estas últimas décadas ya sea por presiones urbanísticas o por abandono de los cultivos en los campos, debida a la competencia con otras variedades de manzanas selectas foráneas, se han ido perdiendo parte de la riqueza de variedades frutales de la herencia. Actualmente hay iniciativas para evitar la pérdida irremediable de esta riqueza cultural y agrícola con iniciativas de conservación como el proyecto "Reviure" en Mallorca (con plantación de 160 frutales de la herencia), [Autores: José Moscardó Sáez Antoni Martorell Nicolau Proyecto Reviure-caib.es.PDF] o el banco de germoplasma de frutales del Jardín Botánico de Sóller.
'Mora' está considerada incluida en las variedades locales autóctonas muy antiguas, cuyo cultivo se centraba en comarcas muy definidas. Se caracterizaban por su buena adaptación a sus ecosistemas y podrían tener interés genético en virtud de su adaptación. Se encontraban diseminadas por todas las regiones fruteras españolas, aunque eran especialmente frecuentes en la España húmeda. Estas se podían clasificar en dos subgrupos: de mesa y de sidra (aunque algunas tenían aptitud mixta).
'Mora' es una variedad clasificada como de mesa; difundido su cultivo en el pasado por los viveros comerciales y cuyo cultivo en la actualidad se ha reducido a huertos familiares y jardines privados.

## Características
El manzano de la variedad 'Mora' tiene un vigor Medio; florece a inicios de mayo; tubo del cáliz estrecho, y alargado, y con los estambres insertos en su mitad.
La variedad de manzana 'Mora' tiene un fruto de tamaño más bien pequeño; forma tronco-cónica, a veces globosa y un poco aplanada y acos tillada, con contorno irregular; piel fuerte, de aspecto tosco y recubierta de pruina violácea, si se la frota adquiere un bonito brillo acharolado; con color de fondo verde amarillo, siendo el color del sobre color granate, importancia del sobre color alta, siendo su reparto en chapa, presenta chapa granate llegando a granate oscuro casi negro, generalmente el color verde amarillo del fondo se aprecia en la zona peduncular, acusa punteado pequeño del color del fondo, algunos de los frutos presentan rayas y tachaduras ruginosas, y una sensibilidad al "russeting" (pardea miento áspero superficial que presentan algunas variedades) fuerte; pedúnculo de mediana longitud o bien corto y hendido en la cavidad, grosor variable, leñoso, teñido de rojo y recubierto de lanosidad, anchura de la cavidad peduncular es amplia o mediana, profundidad de la cavidad peduncular de variada profundidad, con chapa ruginosa-verdosa en el fondo y bordes irregularmente ondulados y rebajados de un lado, y con importancia del "russeting" en cavidad peduncular media; anchura de la cavidad calicina relativamente amplia, profundidad de la cav. calicina más o menos acusada, con bordes ondulados, y con la importancia del "russeting" en cavidad calicina muy débil; ojo, pequeño, cerrado o entreabierto; sépalos largos, erectos o divergiendo notablemente.
Carne de color blanco-verdoso o crema, coloreada de rojo bajo la piel; semi-jugosa; sabor característico de la variedad, dulzón y levemente aromático; corazón desplazado hacia el pedúnculo, bulbiforme, solo enmarcado por un lado, en el otro las líneas son entrecortadas y ramificadas o ausentes. Celdas alargadas. Semillas alargadas y puntiagudas.
La manzana 'Mora' tiene una época de maduración y recolección tardía en otoño, se recolecta desde mediados de septiembre hasta mediados de octubre, madura durante el invierno aguanta varios meses más. Tiene uso como manzana de mesa fresca.